# Původní obyvatelé Kanady

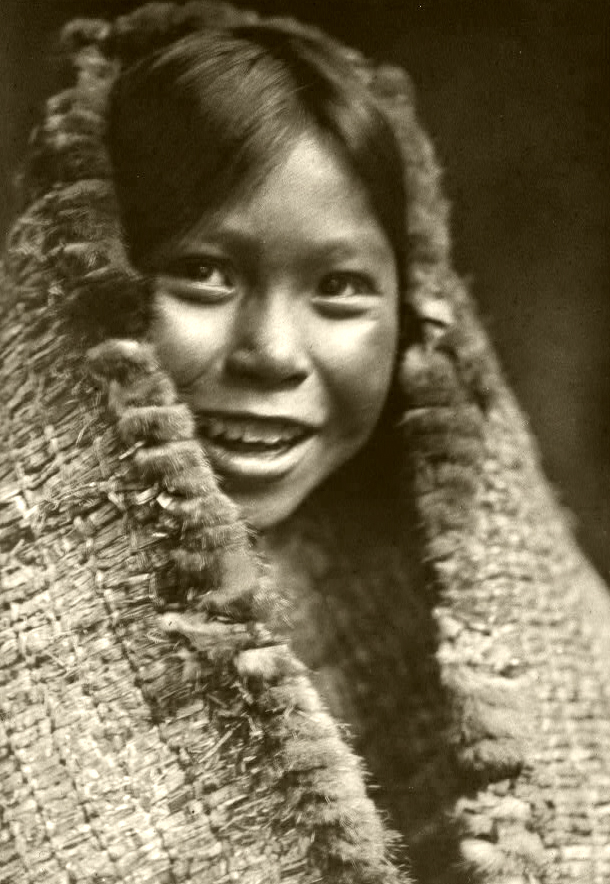
Dívka z kmene Tla-o-qui-aht na ostrově Vancouver (Edward S. Curtis 1916)

Mezi původní obyvatele Kanady se řadí První národy, Inuité a Métisové. Označení Indián či Eskymák se v Kanadě z důvodů jejich negativních konotací už nepoužívají.
Charakteristickými znaky původních civilizací na území dnešní Kanady před příchodem Evropanů byly především trvalé osídlení, zemědělství, obchodování a specifická architektura a bohatý duchovní život. V průběhu osidlování amerického kontinentu evropskými přistěhovalci došlo mezi původními obyvateli a nově příchozími Evropany k uzavření celé řady smluv upravujících vztahy mezi oběma skupinami. V současné době je komunitám původních obyvatel Kanady umožněna samospráva v oblasti kulturní, politické a ekonomické a v oblasti zdravotnické péče.
V době sčítání lidu v roce 2006 se mezi původní obyvatele Kanady počítalo 1 172 790 lidí (tedy 3,8% všech Kanaďanů), řadících se do 600 kmenů vyznačujících se vlastní kulturou, jazykem a hudební a uměleckou tradicí. 21. červen je v Kanadě Národním dnem původních obyvatel (anglicky National Aboriginal Day) a připomíná jejich význam v dějinách země a jejich roli ve formování kanadské kulturní identity.

## První národy

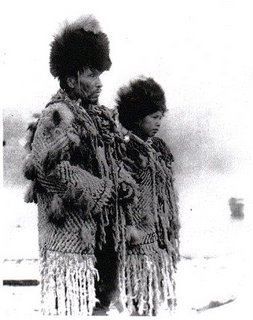
Náčelník vesnice Senakw s dcerou, 1906

První národy se usídlily na území dnešní Kanady zhruba mezi 500 př. n. l. a 1000 n. l. Patří k nim celá řada historicky, kulturně i jazykově odlišných skupin, například kmeny Irokézů, Anišinábů, Kríjců, Hurónů, Haidů a desítky dalších. Počet obyvatel patřících do skupiny Prvních národů na území dnešní Kanady koncem 15. století byl odhadem mezi 200,000 a dvěma miliony. Opakované epidemie evropských infekčních chorob, například chřipky, spalniček a neštovic, vůči kterým První národy neměly přirozenou imunitu, způsobily společně s dalšími dopady kontaktu s Evropany vymření 40 až 80 % původní populace..

## Inuité
Podle antropologů přišli dnešní Inuité ze západní Aljašky kolem roku 1000 n. l. a rozšířili se postupně až k východnímu pobřeží Severní Ameriky, přičemž získali převahu nad Dorsety, který arktické oblasti dnešní Kanady obývali před nimi. Inuité je slovo pocházející z inuitštiny a znamená "lidé" (inuk = člověk). Inuité obývají většinu kanadské arktické a subarktické oblasti. V teritoriu Nunavut, což inuitštině znamená "naše země", tvoří Inuité až 85 % populace.

## Métisové
Métisové jsou potomky původních obyvatel dnešní Kanady a Evropských přistěhovalců. Sňatky mezi evropskými přistěhovalci (často francouzskými obchodníky s kožešinami) a domorodým obyvatelstvem vznikla distinktivní skupina obyvatel, která se odlišuje od své mateřské i otcovské kultury zhruba od poloviny 17. století.
Métisové obvykle hovoří métiskou francouzštinou, která je kombinací francouzštiny a domorodých jazyků, jako např. kríjštiny nebo anišnábštiny. Méně početná je skupina tzv. Anglo-Métisů, kteří jsou potomky obvykle irských, skotských či anglických obchodníků s kožešinou a domorodých žen. Hovoří (podobně jako frankofonních Métisové) jazykem, který je kombinací jejich otcovské a mateřské řeči.
Definování Métisů jako skupiny obyvatel s vlastní kulturou, která není pouze směsicí evropské a domorodé kultury, bylo do značné míry problematické.
Nakonec v roce 2003 Nejvyšší soud rozhodl, že Métisové jsou distinktivní skupinou obyvatel a přiznal jim podobná práva jako ta náležející Prvním národům a Inuitům.

## Asimilace

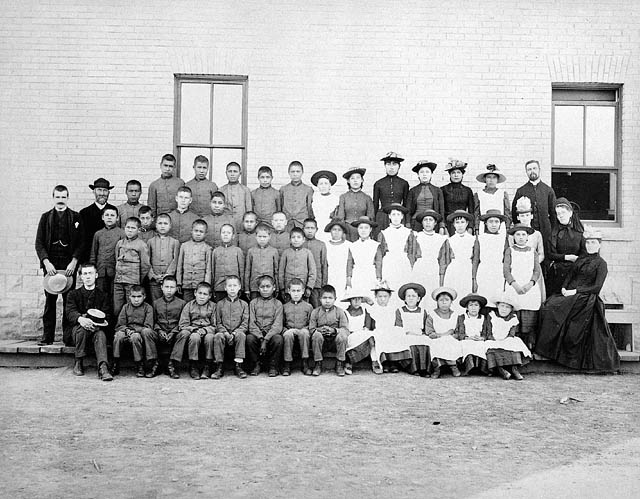
St. Paul's Indian Industrial School, Middlechurch, Manitoba, 1901

Koncem 18. století začali evropští přistěhovalci nutit původní obyvatelstvo k asimilaci do nově vzniklé „kanadské kultury“. Tyto snahy dosáhly vrcholu koncem 19. a začátkem 20. století, kdy v zemi probíhala rozsáhlá nucená asimilace. Ve snaze asimilovat původní obyvatele do většinové, eurocentrické společnosti byly děti (často násilím) odebírány z rodin a umisťovány do církevních internátních škol. Mnozí vědci dnes mají za to, že Kanada tímto porušila Úmluvu o zabránění a trestání zločinu genocidia Spojených národů, kterou v roce 1949 podepsala a kterou v roce 1952 schválil parlament.
Mezi praktiky internátních škol, které měly způsobit asimilaci původního obyvatelstva, patřily například fyzické tresty za mluvení rodnou řečí nebo praktikování kulturních či náboženských obřadů. Školy se také vyznačovaly vysokou měrou fyzického, psychického i sexuálního zneužívání dětí. Následkem přeplnění škol, nevyhovujících hygienických podmínek a nedostatečné péče, především lékařské, dosahovala úmrtnost dětí v těchto školách až 69 %. Detaily zločinů spáchaných v internátních školách byly postupně odkrývány v průběhu 20. století, což nakonec vedlo ke změně postoje společnosti k této instituci a postupnému zavírání těchto škol. Od 60. let 20. století přestalo být umisťování dětí v těchto školách vynucováno, poslední internátní škola pro děti původních obyvatel Kanady byla zavřena v roce 1996.
V roce 2008 se premiér Stephen Harper jménem kanadských vlád obětem nucené asimilace za jejich utrpení oficiálně omluvil. 